# گمینا پشچو
گمینا پشچو (به لهستانی:  Gmina Pszczew) یک گمینا در لهستان است که در شهرستان مینزژچ واقع شده‌است. گمینا پشچو ۱۷۷٫۶۴ کیلومتر مربع مساحت و ۴٬۱۹۵ نفر جمعیت دارد.